# Kurubarapalli, Bagepalli
Kurubarapalli là một làng thuộc tehsil Bagepalli, huyện Chikkaballapur, bang Karnataka, Ấn Độ.